# گیاه‌بر سرخ‌گون
گیاه‌بر سرخ‌گون (نام علمی: Phytotoma rutila) نام یک گونه از سرده گیاه‌برها است.